# Benzylfluorid
Benzylfluorid ist eine organisch-chemische Verbindung aus der Stoffgruppe der Alkylhalogenide und hat die Summenformel C7H7F. Es ist ein Konstitutionsisomer zu den Fluortoluolen. Benzylfluorid ist eine Flüssigkeit, die bei 140 °C siedet.